# Pharyngodictyon bisinus
Pharyngodictyon bisinus är en sjöpungsart som beskrevs av Monniot 1991. Pharyngodictyon bisinus ingår i släktet Pharyngodictyon och familjen klumpsjöpungar. Inga underarter finns listade i Catalogue of Life.